# 吉澤ステーブル
株式会社吉澤ステーブル（よしざわステーブル）は、北海道浦河郡浦河町西舎444-1に本場が所在し、茨城県と滋賀県に分場を構える競走馬育成牧場である。

## 概要
1994年に開場。当初は12馬房の半分しか埋まらず、代表の吉澤克己とグランド牧場会長の実弟の伊藤圭三（現・JRA調教師・美浦トレーニングセンター所属）が札幌光星高校の同級生で馬術部所属（1980年国民体育大会の障害飛越団体において優勝）だったという縁から、同牧場が6頭を預けて支援を行っていた。その中の1頭に、後にダート路線で活躍するスマートボーイがいた。育成馬ウメノファイバーによる1999年の優駿牝馬制覇を機に、順調に預託馬が集まるようになる。2002年には育成馬タニノギムレットが東京優駿を制覇し、その後も多くのGI級競走優勝馬を輩出している。
北海道の本場は軽種馬育成調教センターの向かいに所在し、同センターの施設を利用して、若馬の馴致から休養中の古馬の調教までを行っている。2012年には分場（外厩）として滋賀県に吉澤ステーブルWESTを、2013年には茨城県に吉澤ステーブルEASTを開設。また、2017年には滋賀県甲賀市に育成調教技術者の養成を目的とした「湖南馬事研修センター」を設立した。

## 代表者
吉澤 克己（よしざわ かつみ、1962年11月17日 - ）
日本中央競馬会（JRA）に登録する馬主（現在の名義は吉澤ホールディングス）でもある。勝負服の柄は桃、赤十字襷、白袖赤縦縞、冠名には「アメリカン」を用いる。

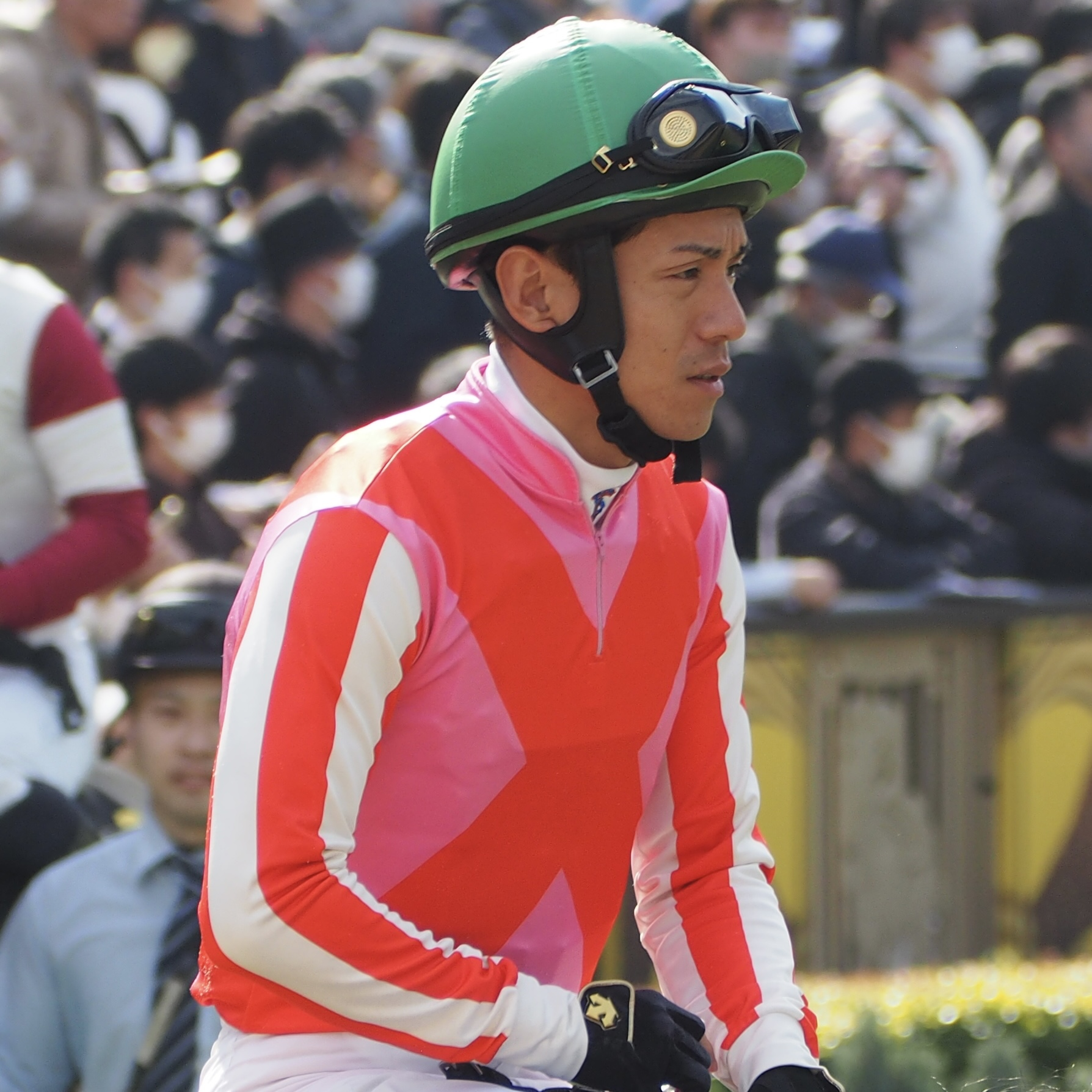
吉澤の勝負服を着用した浜中俊

### 主な所有馬
- アードラー（2019年阿蘇ステークス）
- マスターフェンサー（2020年マーキュリーカップ、白山大賞典、名古屋グランプリ、2021年マーキュリーカップ）
- ウルトラマリン（2021年大阪スポーツ杯）
- アメリカンフェイス（2022年佐賀記念2着）
- サンデーファンデー（2025年プロキオンステークス）

## 吉澤ステーブルEAST
茨城県稲敷郡阿見町大形103-3に所在。美浦トレーニングセンターに所属する現役競走馬の休養・調教のほか、北海道の本場と滋賀県分場（吉澤ステーブルWEST）との中継地点としても活用されている。

## 吉澤ステーブルWEST
滋賀県甲賀市信楽町小川出418に所在。北海道から送られてきた育成馬の入厩前の中継地点であり、栗東トレーニングセンターに所属する現役競走馬の休養・調教を行っている。厩舎数は10棟（215頭）で、吉澤ステーブルEASTの2棟（88頭）よりも大規模な施設となっている。タイム計測・監視システムが完備された700mの屋根付き坂路ウッドチップコースを有する。

## 主な活躍馬
GI級競走優勝馬のみ掲載。

### 育成馬
- ウメノファイバー
- タニノギムレット
- サンライズバッカス
- サマリーズ
- ワンダーアキュート
- ダノンレジェンド
- ゴールドシップ
- ビッグアーサー
- リエノテソーロ
- エポカドーロ

### 分場利用馬
- ダノンシャーク
- ジャスタウェイ
- サンビスタ
- クラリティスカイ
- レッツゴードンキ
- ケイアイノーテック
- ジャックドール